# Памятник Тарасу Шевченко (Орск)
Памятник Тарасу Шевченко — памятник воздвигнутый в честь Тараса Шевченко, открытый 17 августа 1959 года на одноименной площади в городе Орске в память о пребывании в ссылке украинского поэта в Орской крепости.
Памятник является объектом культурного наследия Российской Федерации с охранным номером № 5610027000.

## История
Памятник украинскому поэту воздвигнут в центральной части города на площади имени Т. Г. Шевченко, одной из самых красивых в городе. Скульптор — Л. М. Писаревский, архитектор — Н. К. Габелко.
Торжественное открытие состоялось 17 августа 1959 года при огромном стечении горожан и с участием делегации с Украины. Отлит из бронзы на Мытищинском заводе. Постамент облицован гранитными плитами. Высота скульптуры — 5 метров, высота постамента — 4 метра. Сооружен в память о пребывании Тараса Григорьевича Шевченко в Орской крепости с 22 июня 1847 по 11 мая 1848 года в качестве рядового 3-й роты 5-го линейного батальона, куда он был отправлен отбывать наказание за участие в деятельности Кирилло-Мефодиевского братства. Памятник представляет собой скульптуру сидящего Тараса Шевченко в накинутой на одно плечо шинели. На постаменте высечен текст: «Т. Г. Шевченко. 1814—1861».
В нынешнее время в Орске не сохранилось ни одного здания, в котором жил или бывал Тарас Шевченко, но в городе сохраняется память о нём. Имя Т. Г. Шевченко присвоено Орскому педагогическому институту и одной из библиотек, помимо этого в городе есть улица Шевченко.